# 요하네스 카이저
요하네스 맥시밀리안 카이저 바렌츠-폰 호헨하겐(원래 이름 요하네스 맥시밀리안 카이저 바렌츠; 산티아고, 1976년 1월 5일 ~ )는 칠레의 정치인으로, 국민 자유당의 창립자이며, 공화당의 이전 회원이다. 2022년 3월부터 하원의원으로 활동하고 있으며, 제10선거구를 대표하여 거리 및 이슈를 다루고 있다.

## 생애

### 가족과 초기 생애
요하네스 카이저는 1976년 1월 5일, 칠레 산티아고에서 독일계 칠레인인 변호사 겸 기업가 후안 크리스티안 카이저 바그너(Juan Cristián Kaiser Wagner)와 로즈마리 안헬리카 바렌츠 헨스겐(Rosmarie Angelika Barents Haensgen) 사이에서 장남으로 태어났다.
그의 조부 프리드리히 에른스트 카이저 리히터(Friedrich Ernst Kaiser Richter)는 1936년 아돌프 히틀러 정권을 피해 독일 뷔르템베르크에서 칠레로 망명하였으며, 칠레 남부의 비야리카에 정착하여 1956년부터 1957년까지 시장을 역임했다.
부모의 이혼 후, 어머니는 성을 '바렌츠-폰 호엔하겐(Barents-von Hohenhagen)'으로 변경하였고, 요하네스를 포함한 여섯 자녀 모두 성을 변경하였다. 형제로는 저명한 변호사 악셀 카이저와 정치 평론가 바네사 카이저가 있다.

### 학력과 직업 경력
카이저는 칠레 내 독일계 학교에서 교육을 받았고, 리베르타도르 베르나르도 오이긴스 육군사관학교에서 고등학교를 졸업했다. 1995년 피니스 테라에 대학교 법학과에 입학했으나 중퇴하였으며, 이후 독일 하이델베르크 대학교와 오스트리아 인스브루크 대학교에서 정치학, 역사, 법학 등을 공부했으나 학위를 취득하지는 못했다.
인스브루크 거주 중에는 레스토랑 경영, 자동차 판매, 건설 노동자, 호텔 리셉션, FC 바커 인스브루크의 스포츠 기자 등 다양한 직업을 경험했다.

## 정치 경력

### 디지털 활동가로서의 출발
2013년, 카이저는 유튜브 채널 "El Nacional-Libertario"를 개설하여 보수 및 자유지상주의 성향의 콘텐츠를 게시하기 시작하였다. 2016년부터는 정기적인 정치 프로그램을 방송했으며, 육군 준장 출신인 미겔 크라스노프(Miguel Krassnoff)에 관한 다큐멘터리도 제작했다.
2017년부터 호세 안토니오 카스트의 선거운동을 지원했고, 2019년에는 그가 창당한 칠레 공화당에 입당하였다. 2021년 총선에서 제10선거구에서 하원의원으로 당선되었다.

### 논란과 탈당
2021년, 여성 참정권에 대한 조롱 발언이 논란이 되며 공화당을 탈당했다. 무소속으로 활동하면서도 공화당 원내 그룹에 소속되었으며, 2022년에는 다시 입당했으나, 2024년 1월, 헌법 개정 국민투표에서 당의 입장에 반대하는 ‘반대’ 표를 던졌다는 이유로 제재를 받아 재탈당하였다.

### 국가자유당 창당 및 대선 출마 선언

파티 로고.

2024년 6월, 카이저는 칠레 선거관리위원회에 국가자유당의 창당을 공식 등록했다. 해당 정당은 극우적인 노선을 지향하며, 국경 폐쇄, 젠더 정책 철폐, 부처 수 축소, 치안 강화를 주장한다.
2025년 대선 출마를 위해 같은 해 2월 출마를 선언하였으며, 초반에는 우파 연합의 예비 선거에 참여할 의사를 밝혔으나, 이후 독자 출마를 결정하였다.

## 정책 및 사상
카이저는 자유지상주의, 고전적 자유주의, 사회보수주의를 신념으로 삼으며, 국가 최소화와 시장 최대화를 주장한다. 특히 총기 소지의 자유, 낙태 반대, 이민 제한에 대해 강경한 입장을 가지고 있으며, 피노체트 정권에 대해 긍정적인 역사 인식을 갖고 있다.
또한 자신을 ‘반동주의자’라고 표현하며, 젠더 이론 및 LGBTQ+ 인권 운동에 비판적인 입장을 보이고 있다.

## 개인 생활
2022년, 카이저는 UDI의 보좌관이었던 이베트 아바리아 베라(Ivette Avaria Vera)와 결혼했으며, 2023년에 딸이 태어났다. 이전 관계에서 두 명의 자녀를 두고 있으며, 그의 가족은 모두 동방 정교회로 개종하였다.